# キッドとナゾナゾ博士
キッドとナゾナゾ博士は、雷句誠の漫画作品『金色のガッシュ!!』および同作を原作としたテレビアニメ『金色のガッシュベル!!』の登場人物である。 
ここでは関連人物としてMJ12についても解説する。

## キッド
声 - 岡村明美
- 本の色：グレー
- 人間換算年齢：8歳[1]
- 好きな食べ物：魚、チャーハン、葡萄ゼリー
- 趣味：人形のマネ、工作

パペットのような姿をした小型の魔物。モルタルボードと丸眼鏡を身につけており、頭頂部からドリルのような角が生えている。
純粋無垢で人を疑わないため、ナゾナゾ博士の「ウ・ソ」にしばしば騙される（その際、凄まじく驚愕した表情になるのがお約束）が、それでも博士への尊敬心を失わずに慕い続けている。
自身の体を兵器に変形させる機械系の術を使い、見かけとは裏腹に高い戦闘能力を持つ。実際、ガッシュ・清麿ペアとの戦いでも終始優勢だった。
当初はナゾナゾ博士に頼りがちだったが、千年前の魔物で四天王の一人であるベルギム・E・Oとの戦いで「ギガノ・リュウス」で本を燃やされ倒れたナゾナゾ博士を守る際には、ナゾナゾ博士のような頭脳戦や勇気を見せた。最後は、自分にとっての「王様」はナゾナゾ博士であること、博士のようになれたことへの喜びや博士への感謝と別れを通じ合った心で告げ、ベルギム・E・Oと相討ちになる形で魔界へと帰っていった。
その後、クリア完全体との最終決戦でガッシュの金色の本を通して出現。どうやら魂だけの存在になっても性格などは相変わらずのようで、他の魔物たちと共にガッシュの大きな力になった。

### 呪文
1. ゼガル
口から砲口を出し、そこからエネルギーを放つ。「ザケル」よりも、わずかに威力が上回っている。
2. ゼルセン
コルルが使っていた術と同じ。両腕をロケットパンチのように発射して攻撃する。
3. ゼブルク
上半身と下半身を分離させ敵の攻撃を回避する。
4. ゼガルガ
「ゼガル」の強化版。大きくなった口の砲口から回転の掛かった直線状のエネルギーを放つ。「ザケルガ」よりも、わずかに威力が上回っている。
5. アムゼガル
腕を鉄鋼で強化・巨大化し、相手を殴り飛ばす。
6. コブルク
口から今週のビックリドッキリメカのように大勢の小キッドを出す。小キッド一体の攻撃力はパンチ1発で清麿やガッシュの頬を腫れさせ、へばり付いたら剥がすのにかなりの力を要するほど強い。また、泣き落としが上手い。
7. ガンズ・ゼガル
両腕をガトリングガン状のギミックに変化させ、エネルギー弾を連射する。
8. ラージア・ゼルセン
「ゼルセン」の強化版。両腕を結合させ、巨大なロケットパンチにして放つ。
9. ギガノ・ゼガル
胸の巨大な砲口から回転の掛かった強大なエネルギー波を撃つ。
10. ミコルオ・マ・ゼガルガ
キッドの最大にして最後の呪文でキッドが魔界に送還する直前に現れた。機械の聖母風の巨大な女神を出現させて攻撃する。その威力はベルギム・E・Oの最大出力の「ディオガ・リュウスドン」を一方的に打ち破り、城の部屋を吹き飛ばすほどで、その一撃でベルギム自身をも送還させた。なお、この時ナゾナゾ博士は本を見ずに唱えていたが、作者は「心の中に浮かんだから」と語っている。
11. ミコルオ・シン・ゼガルガ
「ミコルオ・マ・ゼガルガ」の強化版で「シン」の術の一つ。魔界へ戻り魂だけの存在になったが、ガッシュの「自分たちを助けたい」という思いを感じ取り、ガッシュを助けたいと思った時に、ガッシュの金色の本に現れた呪文。
12. ゼシルド
ゲームオリジナル呪文。巨大な機械の腕を地面から出して相手の攻撃を防ぐ。

## ナゾナゾ博士
声 - 納谷六朗（テレビアニメ版）、山寺宏一（ゲーム『永遠の絆の仲間たち』）
- 本名 ： ハワード・フリードマン[3]
- 誕生日：6月1日
- 年齢：68歳→83歳（2）
- 血液型：O型
- 身長：180cm
- 趣味：読書、情報集め、旅
- 好きな食べ物：寿司、ポタージュスープ、チャーハン
- 好きなタイプ：楽しい子。

キッドの本の持ち主。モノクルと「?」マークが付いた黒いシルクハットが特徴の長身の老人。本名や国籍は不明。自らを「何でも知ってる不思議な博士」と名乗り、それはやや誇張ではあったものの（作者曰く「ナゾナゾ博士でも知らないことはある」とのこと）、魔物の戦いについては実際にかなりのことを掴んでいた。ガッシュやティオらなどの善良な心を持った魔物とそのパートナーに対しあえて戦いを挑むことで成長を促そうとする。キッドとは自宅で出会った。
かつては医者だったが、自ら執刀した手術で孫を喪ってしまい（この後、孫の家族に絶縁されたらしい）、キッドが現れるまでは自分の屋敷でひたすら書物を相手にするだけの、ある意味ガッシュに出会う前の清麿と同様自堕落な日々を送っていた。「ナゾナゾ博士」という名前はキッドと出会い、自身の知識は何のためにあるのか自問自答していた際に自分の中で答えへの道が開けたことを切っ掛けにキッドに名乗ったことから始まっている。新たな希望を与えてくれたキッドが去った後もガッシュ一同を陰に日向にと支え続ける。
キッド相手に限らず嘘を言い、相手を乗せては「ウ・ソ」とはぐらかす癖があり、そのため周りからは顰蹙を買っている。一応単なる嘘つきというわけではなく、ベルギム・E・Oから攻撃を受けても「不死身の肉体だから大丈夫」と嘘をつくことで心遣いを示したこともある。しかし、清麿に「ザケル」で突っ込みを食らった回数はフォルゴレといい勝負である。
「答えを出す者」状態の清麿やデュフォーらと同じ目をしているが、「答えを出す者」を保有しているかは最後まで明らかにされなかった。

### 続編「ガッシュ2」について
それまで明かされていなかった本名ハワード・フリードマンの名で医療法人を立ち上げ、アメリカ・ネバダ州での名士となっている。
かつてクリアのパートナーだったヴィノーとは、現在でも一緒に暮らしている。
魔界を壊滅させた侵略者の一人・ブルーと対峙し、彼女の操る蝶の能力で二時間で死に至る呪いをかけられながらも持ち前の陽気さと優しさでブルーと打ち解けて親交を育む。
かつての王を決める戦いのあとも清磨とは連絡を取り合っており、魔物のパートナーだった人間の所在を把握していた。

## MJ12（マジョスティック・トゥエルブ）
ナゾナゾ博士に従う、12人のアメリカの超能力者集団。見かけは凄いが、個々の能力があまり役に立った例はなく、主に仲間の召集や飛行機（ハリアーなど）の操縦といった裏方の仕事を行うことが多い。作中で有給休暇という言葉が出ていたため、給料は受け取っていると思われる。全員が登場した後、相手に「仲間はずれは誰?」というクイズを出題する（クイズの答えは日によって変わっている）。アニメでは千年前の魔物に立ち向かったが、自滅したり逃げたりと散々な目に遭った。
一人で短期間に大勢のキャラを考えるのは難しいという雷句自らの判断から、彼のアシスタント数人がキャラクターデザインを手伝っている。雷句が「ビッグ・ボイン以外はかっこいいデザインで頼む!」「いいか!かっこいいデザインだぞ!」と指示していたものの、採用に至るまでには紆余曲折していた模様。
ツー・ライティング・アイ
目から光線を発射する。ただし殺傷能力は無い。
ロケット・フット
高速移動が出来る。走力は時速300km。ある程度走るとばててしまう。逃げ足は特に速い。
フライング・ビート
飛行能力を持つ。
セカンド・サイト
声 - 西松和彦
透視能力を持つ。女性を透視すると頬を赤らめる。MJ12の中で一番背が低い。
ダイナソー・アーム
声 - 四宮豪
恐竜並の怪力を持つ。
ワンダフル・トゥ・ザ・フューチャー
声 - 安澄純
予知能力を持つ。
サイコ・ジャングル
声 - 鶴岡聡
念動力を持つ。アニメの石版編では有給休暇を取って海水浴に行っていたが、仲間の危機を感じ取り、MJ12の下に向かった。
ファイアー・エルボー
炎を自在に操る。料理が上手いらしく、ナゾナゾ博士の食事は彼が作っている。ちなみに火に触れても平気というわけではないらしい。
ブリザード・シング
声 - 安澄純
冷凍能力（ただしこの能力は望んで手に入れたものではなく、自分も凍えてしまう）を持つ。歌好きだが、その歌唱力は名前の通り敵を凍りつかせるほどの酷い音痴である。
トレマー・モグラー
地中移動が出来る。前が見えずに岩などにぶつかることもある。
テレパシス・レーダー
声 - 飯田利信
MJ12をまとめる司令塔。アンテナ付きの帽子を被っている。クリアとの最終決戦では飛行機の機長を務めた。
ビッグ・ボイン
声 - 永野愛
MJ12が誇る最終兵器。ビッグな胸を武器に敵を困惑の渦に巻き込む（アニメ版では「ボインアタック」という技があり、この技で空港テロを撃退したことがある）。それ以外の特殊能力はないものの、ムードメーカーとして実務上でもある意味MJ12の中で一番周りに貢献出来ている。また、原作では「イェーィ!」と自分のテーマソング以外は喋ることは無いが、アニメの番外編では普通に喋っていた。アメリカ版ではレディ・スーザンという名前になっている。